# Роккаглориоза
Роккаглориоза (итал. Roccagloriosa) — коммуна в Италии, располагается в регионе Кампания, в провинции Салерно.
Население составляет 1725 человек, плотность населения составляет 41 чел./км². Занимает площадь 42 км². Почтовый индекс — 84060. Телефонный код — 0974.
Покровителем коммуны почитается святой Иоанн Креститель, празднование 24 июня.